# 王靖宇
王靖宇（1964年—）是中國的學者、導盲犬訓練專家，因創立中國導盲犬大連培訓基地而被譽為「中國導盲犬之父」。

## 生平
王靖宇1964年出生於吉林省九台縣，從小就熱愛與動物互動。因為其曾祖母是視障人士，也讓他會去關心中國視障人士的問題。
1982年至1986年間就讀延边农学院。1992年至日本留學共十年，於廣島大學攻读動物行為學博士學位，並於2001年順利畢業。同年11月被大連醫科大學聘為該校動物實驗中心主任；2003年1月更組建大連醫科大學比較醫學教研室。
從2004年起，王靖宇因在電視中見到雅典殘奧會中不少選手均帶著導盲犬，他便產生了為中國培訓導盲犬的想法，開始購賣三隻幼犬為訓練做準備，並請來國外專家協助指導。2005年，正式於大連醫科大學內成立「中國導盲犬大連培訓基地」。在2008年的北京殘奧會开幕式上，來自大連培訓基地的導盲犬Lucky終順利出場。為了讓時常處於虧損狀態的培訓基地能正常運作，王靖宇一度曾自掏腰包貼補基地的支出費用。
2006年，王靖宇爭取在大連醫科大學內設立了一座實驗動物紀念碑，以感謝與紀念作為實驗對象的動物。

## 外部連結
- 中國導盲犬大連培訓基地官網 （页面存档备份，存于）